# Bernard Wieman
Bernard Wieman (* 31. Mai 1872 in Osnabrück; † 10. Februar 1940 in Osnabrück; vollständiger Name: Bernard Johann Florenz Wieman) war ein deutscher Jurist und Schriftsteller.

## Leben

### Familie
Bernard Wieman entstammt einer angesehenen Osnabrücker Familie, die ab 1746 in Osnabrück nachweisbar ist und noch heute dort ansässig ist. Der Senator Franz Mathias Wieman (* 1774) gehörte mit Albrecht Pagenstecher und Sanitätsrat Droop d. J. zur Krankenhauskommission, und 1848 wurde er als Polizeidirektor erwähnt.
Bernard Wieman wurde als jüngstes von sechs Kindern geboren (Ernst * 6. März 1858; Rudolf * 27. Juni 1858; Anna * 26. November 1861; Agnes * 24. Oktober 1864; Carl * 2. August 1866). Ihr Vater war der gelernte Lohgerber Carl Phillip Wieman (* 20. November 1827; † 31. Januar 1908), der es als angesehener Osnabrücker Kaufmann zu einigem Wohlstand brachte – so trugen z. B. Wieman’sche Schiffe den Namen Osnabrücks über die Meere. Die Mutter Anna († 1902) trug den Geburtsnamen Thüssing. Wohnsitz der Familie war das Haus Süsterstraße 3.

### Kindheit und Jugend
Über die Kindheit von Bernard Wieman ist wenig bekannt. Einiges davon findet sich in Johannes Kirschwengs Lebensbeschreibung, anderes in seinem teilweise autobiografischen Roman „Melodie einer Freundschaft“. Die erste Zeit seines Lebens verbrachte er in dem alten, ehemals Moltke’schen Adelshof Süsterstraße 3.
1875 baute die Familie ein neues standesgemäßes modernes Haus, um aber schon 1877 in das neu erworbene Haus Johannisstraße 90, direkt gegenüber der Johanniskirche, umzuziehen. Dieses Haus war bis zur Zerstörung durch britische Bomben am 25. März 1945 (eine Woche vor dem Einmarsch der britischen Armee) das Zentrum der Familie. Es wurde später der bis 2020 noch bestehenden C.-P.-Wieman-Stiftung übertragen, und der jeweils älteste Sohn hatte hier das Wohnrecht. Der bekannte Schauspieler Mathias Wieman, ein Neffe Bernard Wiemans, war ebenfalls zeitweise hier zu Hause.
1878 wurde Bernard eingeschult und wechselte 1882 an das Gymnasium Carolinum, dem er lebenslang verbunden blieb. Er lernte hier Franz Hecker, Rudolf Gosling und den späteren Geheimrat Schneider kennen. Sie wurden dauerhaft Freunde und bildeten schon zur Gymnasialzeit ein Streichquartett, um der ihnen gemeinsamen Liebe zur Musik zu frönen. Dieses später in anderer Zusammensetzung „Hecker-Quartett“ genannte und um weitere Mitspieler gewachsene Ensemble blieb über lange Jahrzehnte zusammen und fand erst lange nach Wiemans Tod ein Ende, weil die Akteure zu alt zum Musizieren wurden. Der spätere Maler und Grafiker Franz Hecker verewigte dieses Quartett in einer Radierung, die er nur seinen Freunden zueignete. Wieman setzte dem Quartett in seinem autobiografische Elemente enthaltendem Buch „Melodie einer Freundschaft“ ein adäquates Denkmal.
1892 – wegen einer Erkrankung um ein Jahr verspätet – legte Bernard Wieman die Reifeprüfung ab. Er entschied sich aber dann gegen die Musik und für das Studium der Rechtswissenschaft.

### Studium

Streichquartett Berliner Studenten ca. 1893, am Cello Bernard Wieman

Wieman begann das Studium an der Universität Lausanne und hörte im 1. Semester bei den Professoren Erman, Roguin, Jaquemot, Rossier und Duperrais. Danach wechselte er für zwei Semester an die Universität Leipzig, um dort bei den Professoren Kuntze, Ad. Schmidt, Rudolph Sohm, Karl Binding und Bücher zu hören. Es folgt ein Semester an der Friedrich-Wilhelms-Universität Berlin bei den Professoren Gierke, Brunner, Gneist, Treitschke und Oertmann. Einen ungewöhnlichen Studienort wählt er für das fünfte Semester, in dem er an der University of Edinburgh bei den Professoren Kirkpatrick, Macintosh und Littlejohn hörte, um schließlich an der Georg-August-Universität Göttingen bei den Professoren Ziebarth, Merkel, Regelsberger, Frenssdorf und von Bar sein Studium abzuschließen.
In allen Studienorten fand er schnell Kontakte über die Musik. Er spielte in Lausanne in einem Orchester, und vor allem seine Zeit in Leipzig, der Stadt Johann Sebastian Bachs, wurde durch die Musik geprägt. Er besuchte fleißig die Konzerte des Gewandhausorchesters und musizierte in einem sich unter Studenten bildenden Quartett. Hier fiel nach eingehender Beratung mit einem seiner Freunde die endgültige Entscheidung, die Musik nicht zum Beruf zu machen. In Berlin fand sich ebenfalls ein Quartett mit Schweizer Kommilitonen zusammen. Berlin trug darüber hinaus mit seinem hauptstädtischen Flair zur Vervollkommnung von Wiemans Persönlichkeit bei.
Das erste juristische Staatsexamen legte Bernard Wieman – ebenfalls wegen einer Erkrankung erst im zweiten Anlauf – am 28. September 1895 am Oberlandesgericht Celle ab. Danach schrieb er in Göttingen seine Dissertation zur Tötung auf Verlangen, die er am 1. Mai 1896 erfolgreich verteidigte.
Vor der Aufnahme des juristischen Vorbereitungsdienstes setzte eine rege Reisetätigkeit ein: Er reiste nach Griechenland und Südfrankreich, unternahm (unter Pseudonym) mit den Freunden Edmund Schüler und Erich Gosling eine Konzertreise nach Schottland und fuhr mit den Eltern nach Rom. Die meisten dieser Reisen fanden später ihren Niederschlag in seinem literarischen Werk.
Anschließend absolvierte er den Vorbereitungsdienst in Hannoversch Münden, Osnabrück und Berlin und schlossihn 1901 mit dem zweiten Staatsexamen ab.

### Göttinger Musenalmanach

Titelbild des Göttinger Musen-Almanachs für 1898

Während der Studienzeit in Göttingen lernte Wieman viele neue Freunde kennen, zu denen der Kontakt zum Teil lebenslang bestehen blieb. Dazu zählten:
- Curt Abel-Musgrave (1860–1938), Chemiker, Mediziner, Journalist, Pädagoge, Schriftsteller, Publizist und Übersetzer
- Carl von Arnswaldt (1869–1897), Jurist und Schriftsteller, der Anführer und nach Beate E. Schücking (der Tochter von Levin Ludwig Schücking) der einzige wirkliche Dichter der Gruppe, noch während des Studiums in Berlin verstorben
- Engelbert von Kerckerinck zur Borg (1872–1933), Münsteraner Landadeliger, später Reichstagsabgeordneter des Zentrums
- Carl Mönckeberg (1873–1939), Jurist und Schriftsteller, Sohn des Hamburger Bürgermeisters Johann Georg Mönckeberg (1839–1908)
- Graf Kuno von Hardenberg (1871–1938), Hofmarschall des Großherzogtums Hessen-Darmstadt, Schriftsteller (literarisches Pseudonym „Luthard“), Freimaurer
- Börries von Münchhausen (1874–1945), Schriftsteller, später wohl der bekannteste unter den Studienfreunden
- sowie die drei Enkel von Levin Schücking (ebenfalls ein ehemaliger Schüler des Carolinums) aus Sögel, der nicht nur durch die enge Verbindung zu Annette von Droste-Hülshoff in der Literaturgeschichte seinen Platz gefunden hat, nämlich
  - Walther Schücking (1875–1935), Jurist, Hochschullehrer an der Christian-Albrechts-Universität zu Kiel, Mitglied der Nationalversammlung, Reichstagsabgeordneter, erster deutscher Richter am Internationalen Gerichtshof in Den Haag
  - Levin Ludwig Schücking (1878–1964), Dichter, Literaturwissenschaftler, Shakespeare-Forscher (Dozent und Professor in Jena, Breslau, Leipzig)
  - Lothar Engelbert Schücking (1873–1943), zeitweilig Senator in Osnabrück und später Bürgermeister in Husum, danach Rechtsanwalt; Er erregte Aufsehen durch seine verwaltungskritische Veröffentlichung „Die Reaktion in der inneren Verwaltung Preußens“, die zu seiner Entfernung aus dem Amt in Husum führte.

Dieser Kreis beschäftigte sich neben dem Studium mit der Dichtkunst. Sie erweckten den erstmals 1774 erschienenen „Göttinger Musenalmanach“ zu neuem Leben und veröffentlichten darin zusammen mit weiteren Göttinger Studenten ihre ersten Werke. Einige wurden später sehr bekannt (so z. B. Agnes Miegel,  und Börries von Münchhausen).
Herausgeber des Göttinger Musenalmanachs waren Carl von Arnswaldt und nach dessen Tod Börries von Münchhausen. Die Ausgabe von 1900 verantwortete Levin Ludwig Schücking.
Für Wieman begann damit eine neue Leidenschaft, die Literatur. In die Göttinger Zeit fiel seine erste Veröffentlichung. Sie erschien im Göttinger Musenalmanach von 1896 („Skizzen und Prosa“) und knüpfte an seinen Aufenthalt in Schottland an.
Wieman berichtete im Vorwort zu seiner Verserzählung „Die rote Erde“ über seine Freunde. Der Kontakt wurde auch bezeugt durch Börries von Münchhausen in dessen autobiografischer Erinnerung „Fröhliche Wochen mit Freunden“ (1925). Von Münchhausen war später neben anderen (z. B. Max Planck) Gast in Wiemans Haus in Osnabrück.
Levin Ludwig Schücking berichtete ebenfalls in seinen späteren Briefen über den Göttinger Kreis sowie über seine gelegentlichen Kontakte zu Wieman in Osnabrück.
Börries von Münchhausen erwähnte zusätzlich noch Agnes Miegel, Lulu von Strauß und Torney, Carl Bulcke und Ludwig Finckh als zugehörig zu diesem Kreis.

### Literarisches Schaffen

Persönliche Widmung in Gerechtigkeit

Als Jurist wurde Wieman unsicher, ob das der richtige Beruf für ihn war. Die Medizin erschien ihm zeitweise als bessere Möglichkeit, den Menschen zu helfen. Daraus resultierte ein Aufenthalt in München, um Medizin zu studieren, jedoch wurde diese Überlegung nicht umgesetzt – er blieb Jurist.
Allerdings führte der Aufenthalt in München zu seinem ersten Buch „Er zog mit seiner Muse“, nach seinem Selbstzeugnis schnell und mit leichter Hand geschrieben. Die Illustrationen darin kamen von Franz Hecker.
1902 starb seine Mutter.
Wieman begann seine juristische Tätigkeit, die ihn zunächst in Kommissorien nach Emden und Melle und dann als Zivilrichter nach Osnabrück führte. Aus seinem Buch „Er zog mit seiner Muse“ geht hervor, dass ein Teil seiner juristischen Tätigkeit in Bramsche im Kloster Malgarten stattfand.
Während dieser Zeit unternahm er mit seinem Freund Edmund Schüler (später erster Personalchef des Auswärtigen Amts in Berlin zur Zeit der Weimarer Republik) eine Reise nach Bosnien, die Niederschlag in seinem Buch „Bosnisches Tagebuch“ fand.
1908 starb der Vater.
Wieman erhielt seine erste Stelle als Amtsrichter in Alfeld (Leine). Er war nun beruflich etabliert und gehörte zu den gesellschaftlichen Spitzen der Kreisstadt. Besonders zu dem Landrat des Landkreises Alfeld, Max Burchard, entstand eine enge persönliche Bindung, die die Familien einschloss. Er machte ihn in seinem größten Werk „Melodie einer Freundschaft“ zur Hauptfigur und zu seinem Alter Ego. In Alfeld entfaltete er erstmals sein großes kulturelles Engagement für die Gemeinschaft, in der er lebte. Die Musik war dabei wieder der tragende Stoff.
Durch die beiden bisher erfolgten literarischen Veröffentlichungen bekannt geworden, ergaben sich in den folgenden Jahren weitreichende Kontakte zu bekannten Persönlichkeiten jener Zeit; Wilhelm Raabe, Hermann Hesse, Joseph Bernhart und Ludwig Finckh zählten dazu und blieben zum Teil lange Jahre Freunde. In „Melodie einer Freundschaft“ erwähnte er auch einen Kontakt mit Detlev von Liliencron. Während der Kontakt zu Raabe nur locker, möglicherweise nur brieflich zustande kam, war Wieman mit Hesse und Finckh enger befreundet. Gegenseitige Besuche fanden statt und Briefe wurden ausgetauscht. Unter anderem ist ein Wochenende in Gaienhofen, Hesses damaligem Wohnsitz, gemeinsam mit Hesse, Finckh und Hugo Ball belegt.
Die Freundschaft zu Joseph Bernhart war sehr viel enger und persönlicher. Er lernte ihn über beider Mitarbeit an der katholischen Kulturzeitschrift Hochland kennen, die im Kösel-Verlag in Kempten erschien. Später besuchte Joseph Bernhart Bernard Wieman in Alfeld und blieb statt des vorgesehenen einen Tages ganze vier Wochen. Er erlebte Wieman in seinem Schaffenskreis und wurde mit den Wieman umgebenden Freunden bekannt, so auch mit dem Landrat Burchard (Verfasser des Bandes „Das Stadtarchiv zu Stadthagen als Quelle für die Bevölkerungsgeschichte“ von 1927), der in Wiemans Roman „Melodie einer Freundschaft“ als Sebastian wiederzufinden ist. Burchard war mit einer Schwester des Architekten Walter Gropius verheiratet, so kam Wieman in Kontakt mit Gropius und dessen Berliner Familie, ohne jedoch dessen kommende Bedeutung zu erkennen, obwohl er in Alfeld das Fagus-Werk als wichtiges Bauwerk seines frühen Schaffens ausführte.
Die Freundschaft setzte sich in einem langen Briefwechsel und weiteren gegenseitigen Besuchen fort. Wieman eröffnete Bernhart seine Absicht, ganz aus dem Staatsdienst auszuscheiden, um sich nur noch seiner literarischen Aufgabe zuzuwenden. Bernhart riet ab und belegte dies mit einer ganzen Anzahl von freien Schriftstellern, die sich ein Staatsamt wünschen (Hesse, Friedrich Hebbel u. a.). Auch nach Wiemans Tod blieb Joseph Bernhart der Familie verbunden und mit der Witwe Wiemans in brieflichem Kontakt.
1914 schließlich kehrte er für drei Jahre als Amtsrichter nach Osnabrück zurück, um dann eine Kriegsvertretung als Staatsanwalt in Kiel anzunehmen. Aus gesundheitlichen Gründen konnte er nicht als Soldat am Krieg teilnehmen, engagierte sich aber in der Betreuung verwundeter Soldaten, z. B. im Marienhospital.

### Kulturelles Engagement
Wieman erkrankte nach dem direkt auf die Verlobung folgenden Suizid seiner Verlobten Erna Vaihinger (1895–1918; Tochter des Hallenser Philosophieprofessors Hans Vaihinger) schwer und konnte sein Amt lange nicht ausüben. Er ging zur Genesung nach Heidelberg und kehrte erst im April 1921 als Amtsrichter nach Osnabrück zurück. In der Heimatstadt entfaltete er eine emsige Tätigkeit in seinen kulturellen Interessengebieten Musik, Literatur und Geschichte. So rief er zusammen mit Stadtsuperintendent Lic. Ernst Rolffs die Philosophische Gesellschaft ins Leben, der allerdings kein langer Bestand vergönnt war. Etwas länger scheint der Dürerbund existiert zu haben, den er zusammen mit Siegfried Jaffé, Ludwig Schirmeyer, Pastor Hans Bodensiek, Senator Lothar Engelbert Schücking und Antiquar Jean Barmé ins Leben rief. 
Neue Veröffentlichungen und die Gründung des Schlossvereins 1927 sind weitere Ergebnisse dieser Flucht in die Musen. Die Gründung des Schlossvereins diente der Erhaltung des Osnabrücker Schlosses. Dieses als Residenz für den Osnabrücker Fürstbischof Ernst August, Herzog zu Braunschweig-Lüneburg, und dessen Ehefrau Sophie von der Pfalz (Tochter des „Winterkönigs“ von Böhmen) im 17. Jahrhundert gebaute Schloss war von Ernst August nur zehn Jahre bewohnt worden. Es war in der Folge unterschiedlich genutzt worden, wurde wegen der ungeklärten Besitzverhältnisse zunehmend restaurierungsbedürftig und drohte zu verfallen. So gründete sich auf Initiative des damaligen Regierungspräsidenten Sonnenschein am 31. Oktober 1927 der Schlossverein, der sich die Wiederherstellung des Osnabrücker Schlosses zum Ziel machte. Wieman wurde zum Vorsitzenden gewählt und trieb zusammen mit dem Unternehmer Gerhard Schoeller die Sanierung des Schlosses voran. Am 1. April 1931 war das Schloss planmäßig wiederhergestellt und konnte von der Osnabrücker Bürgerschaft genutzt werden.
Ähnlich engagierte sich Wieman im Musikverein, in dem er als Schriftführer fungierte. So zeichnete er zusammen mit H. Tiemann vom Osnabrücker Lehrergesangverein verantwortlich für die Herausgabe der Festschrift anlässlich des 1. Niedersächsischen Musikfestes in Osnabrück 1924.
Im Anschluss an die Gründung des Schlossvereines unternahm er die weiteste Reise seines Lebens nach Brasilien. Diese Reise fand ihren literarischen Niederschlag in seinem Buch „Besinnliche Reise nach Brasilien“.
Der Schlossverein organisierte unter Wiemans Leitung ein vielfältiges kulturelles Programm, das in den neu gewonnenen Räumlichkeiten stattfand. So sprach z. B. der Physik-Nobelpreisträger Max Planck im Osnabrücker Schloss und wohnte während seines Aufenthalts, wie viele andere Gastredner auch, in Wiemans Privathaus.
1927 (erstes Konzert 6. September 1927) fand das Hecker-Quartett in Osnabrück zusammen. Es musizierte in unterschiedlichen Zusammensetzungen, zum Teil auch mit Gastspielern und nicht immer als Quartett bis 1944 (letztes Konzert 11. Februar 1944).
Ebenso muss Wiemans Teilnahme an dem Freundeskreis erwähnt werden, der sich um das Unternehmer-Ehepaar Schoeller (Eigentümer der Felix Schoeller Gruppe) bildete. Agnes Schoeller (1861–1945) und ihr Sohn Gerhard hielten ihre Erinnerungen an Wieman schriftlich fest.
Wieman lernte Ingeborg Schoenijahn aus Hannover kennen und heiratete sie im Juni 1930 in Hannover. 1931 gebar seine Frau eine Tochter, die nach der Schwester von Bernard Wieman Agnes getauft wurde. Agnes Wieman-Charpentier (9. Juni 1931; † 6. Mai 2018) erbte die Liebe des Vaters zur Musik und wurde eine weit über das Osnabrücker Land hinaus bekannte Geigerin.
1933 trat Wieman in den Ruhestand. Er hatte jetzt Muße, an seinen Werken zu arbeiten. Das Resultat davon war eine Reihe von Veröffentlichungen in kurzen Abständen.

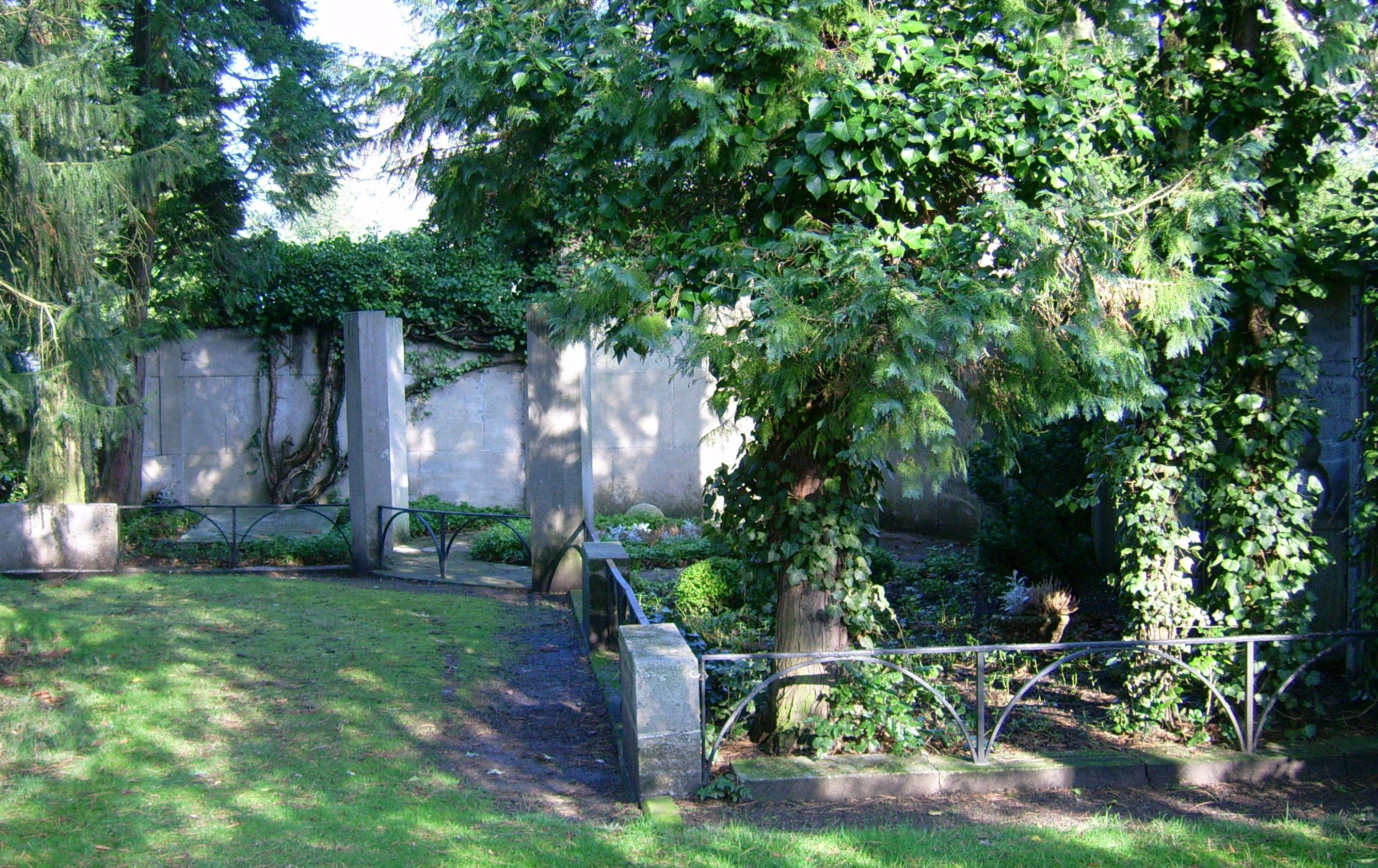
Grabstätte der Familie Wieman auf dem 4. Osnabrücker Johannisfriedhof

1939 wurde Wieman aufgrund der Kriegsereignisse reaktiviert und trat eine Stelle als Amtsrichter in Fürstenau und Freren an. Er übte diese Funktion nicht lange aus, die kriegsbedingt unzulänglichen Arbeitsbedingungen beanspruchen seine Kräfte über Gebühr. Am 10. Februar 1940 starb Bernard Wieman in seinem Haus in Osnabrück. Er wurde auf dem 4. Johannisfriedhof in Osnabrück in der Familiengrabstätte beigesetzt. Die Grabrede hielt sein Freund Johannes Kirschweng. Dort wurde auch die Urne seiner früheren Verlobten Erna Vaihinger beigesetzt, später auch seine Frau sowie sein Neffe Mathias Wieman und dessen Ehefrau Erika Meingast.
Es erschienen Nachrufe auf Wieman von Johannes Kirschweng, Ludwig Kugler, Wilhelm Fredemann und Joseph Bernhart (in der Zeitschrift Hochland).

## Schriften
- Tötung auf Verlangen. (Inaugural-Dissertation) Universitäts-Buchdruckerei W. Fr. Kästner, Göttingen 1896. (47 Seiten)
- Erinnerungen aus Schottland. (S. 67–83) und Idyllische Skizze (S. 127–134) In: Göttinger Musenalmanach. Dieterich’sche Verlagsbuchhandlung, Göttingen 1896.
- Von der roten Erde. Eine Charakterstudie. In: Göttinger Musenalmanach. Verlag L. Horstmann, Göttingen 1898, S. 38–56. / Neubearbeitung unter dem Titel Rote Erde. Eine Verserzählung. Osnabrück 1926. (48 Seiten, mit Titelzeichnung von Justus Haarmann)
- Er zog mit seiner Muse. Verlag der Jos. Kösel’schen Buchhandlung, Kempten / München 1905. (178 Seiten; Buchschmuck von Franz Hecker) (2.–3. Tausend 1907; 4.–7. Tausend 1924 im Verlag Kösel-Pustet, Kempten / München)
- Bosnisches Tagebuch. Verlag der Jos. Kösel’schen Buchhandlung, Kempten / München 1908. (231 Seiten; mit Fotos am Anfang des Buches; Zeichnungen im Text von Hans Volkert)
- Am Wege des Lebens. (Novelle) Jos. Kösel Verlag, Kempten / München 1909. (66 Seiten)
- Liebe und Tod. (Gedichte) Verlag Eugen Salzer, Heilbronn 1922.
- Lebensring. Eine Symphonie. Osnabrück 1926. (131 Seiten; Titelzeichnung und Randleisten von Justus Haarmann) (veränderte Neuauflage im Verlag Karl Alber, München 1940, mit 114 Seiten)
- (als Herausgeber): Erstes Niedersächsisches Musikfest in Osnabrück zur Feier des 25-jährigen Bestehens des Musikvereins und des 50-jährigen Bestehens des Lehrergesangvereins unter dem Protektorat des Oberbürgermeisters der Stadt Osnabrück Rissmüller. Osnabrück 1924. (172 Seiten; Buchausstattung von Justus Haarmann)
- Erinnerungen an die Schülerkapelle. In: Schola Carolina, Nr. 4 (1928), S. 10–14. (wiederabgedruckt in: Schola Carolina. Festschrift anlässlich des 75-jährigen Bestehens der Carolinger-Kapelle. Verlag A. Fromm, Osnabrück 1959, S. 8–12)
- Besinnliche Reise nach Brasilien. Rainer Wunderlich Verlag, Tübingen 1929. (166 Seiten; Einbandentwurf von G. Ruth)
- Das Osnabrücker Schloß und seine Erbauer. In: Der schöne Teutoburger Wald, Bd. 3 (1929), S. 10–12.
- Der weiland Schuhmacher Carlchen Ruppert, Freund des Lebens, wünscht ein frohes Weihnachtsfest und ein gutes, neues Jahr durch seinen Biographen. Meinders & Elstermann, Osnabrück 1930. (16 Seiten) (Neuauflage als Privatdruck in ca. 100 Exemplaren, o. O., o. J. [ca. 1980]; mit zwei Original-Radierungen von Ruth Stahl)
- Der Carlskommers von damals. In: Schola Carolina, Nr. 9 (1930), S. 2–4.
- Von einer Donaufahrt nach Wien. Ein Brief. Sonderdruck für Freunde. o. O., o. J. (wohl 1930) (8 Seiten; aufgenommen in die Sammlung „Der goldene Wagen“ von Ludwig Bäte, 1940)
- Bilder aus dem Leben im Osnabrücker Schloß. In: Schlossverein (Hrsg.): Festschrift aus Anlass der Wiederherstellung des ehemals fürstbischöflichen Schlosses in Osnabrück. Meinders & Elstermann, Osnabrück 1931, S. 51–57.
- Drei Mädchen und ein Märchen. (Erzählung) Hausen Verlagsgesellschaft, Saarlouis 1934. (56 Seiten)
- Von Dalmatien und sechs Küssen. Roman-Rhapsodie. Verlag Anton Pustet, Salzburg / Leipzig 1936. (211 Seiten; Schutzumschlag von Ernst Dombrowski)
- Kleine Auswahl aus den Schriften von Justus Möser zur Anregung damit man ihn selber lese. (herausgegeben anlässlich der Möserwoche in Osnabrück vom 17. bis 24. Oktober 1936) Meinders & Elstermann, Osnabrück 1936. (127 Seiten; mit vier Abbildungen)
- Gerechtigkeit. (Erzählung) Verlag Anton Pustet, Salzburg / Leipzig 1937. (112 Seiten; Schutzumschlag von Fritz Kredel)
- Melodie einer Freundschaft. (Roman) Verlag Anton Pustet, Graz 1939. (4. Auflage 1943) (290 Seiten; mit Textillustrationen von Hubert Berke)